# Princeton

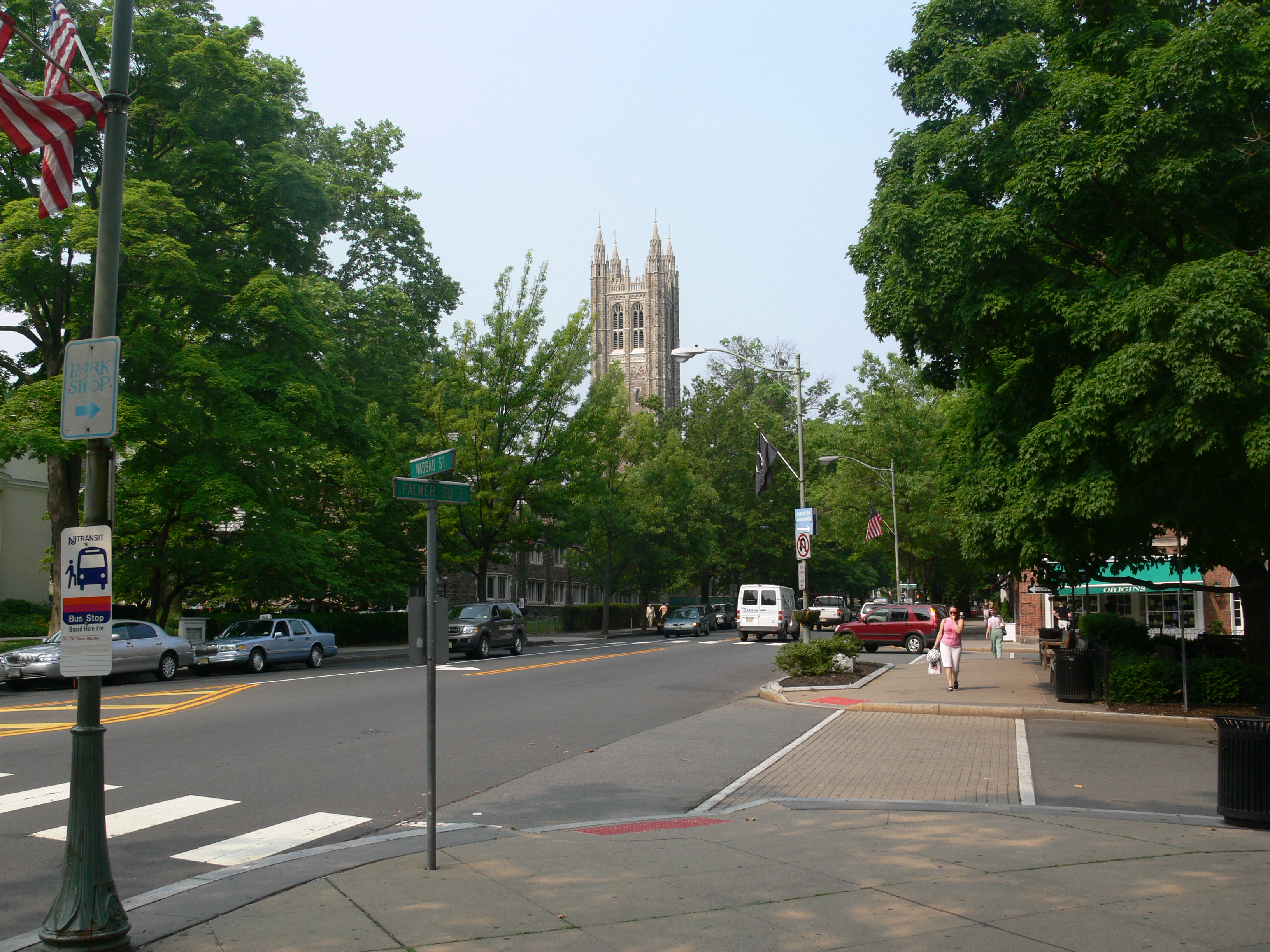
Princeton, Holder Tower (věž Princetonské univerzity)

Princeton je menší město v USA v okrese Mercer County (New Jersey), 60 km jihozápadně od New Yorku. Ve vlastním městě žije 30 681 obyvatel (rok 2020). Sídlí zde známá Princetonská univerzita a Institut pro pokročilé studium (Institute for Advanced Study).

## Historie
Město bylo jedním z center Americké války za nezávislost – bitva o Princeton byla rozhodnuta 3. ledna 1777.
Princeton byl v roce 1783 šest měsíců hlavním městem Spojených států amerických – během této doby jednal 2. kontinentální kongres ve významné Nassau Hall v areálu Princetonské univerzity.

## Školy
V Princetonu sídlí od roku 1756 proslulá Princetonská univerzita. Byla založena v roce 1746 jako College of New Jersey v Elizabethu (New Jersey).
Ve městě je také Institute for Advanced Study, na kterém pracoval i Albert Einstein. Mezi další školy patří Westminster Choir College (Rider University) a Princeton Theological Seminary. V Princetonu je taktéž slavná divadelní scéna New Jersey McCarter Theatre.

## Osobnosti města

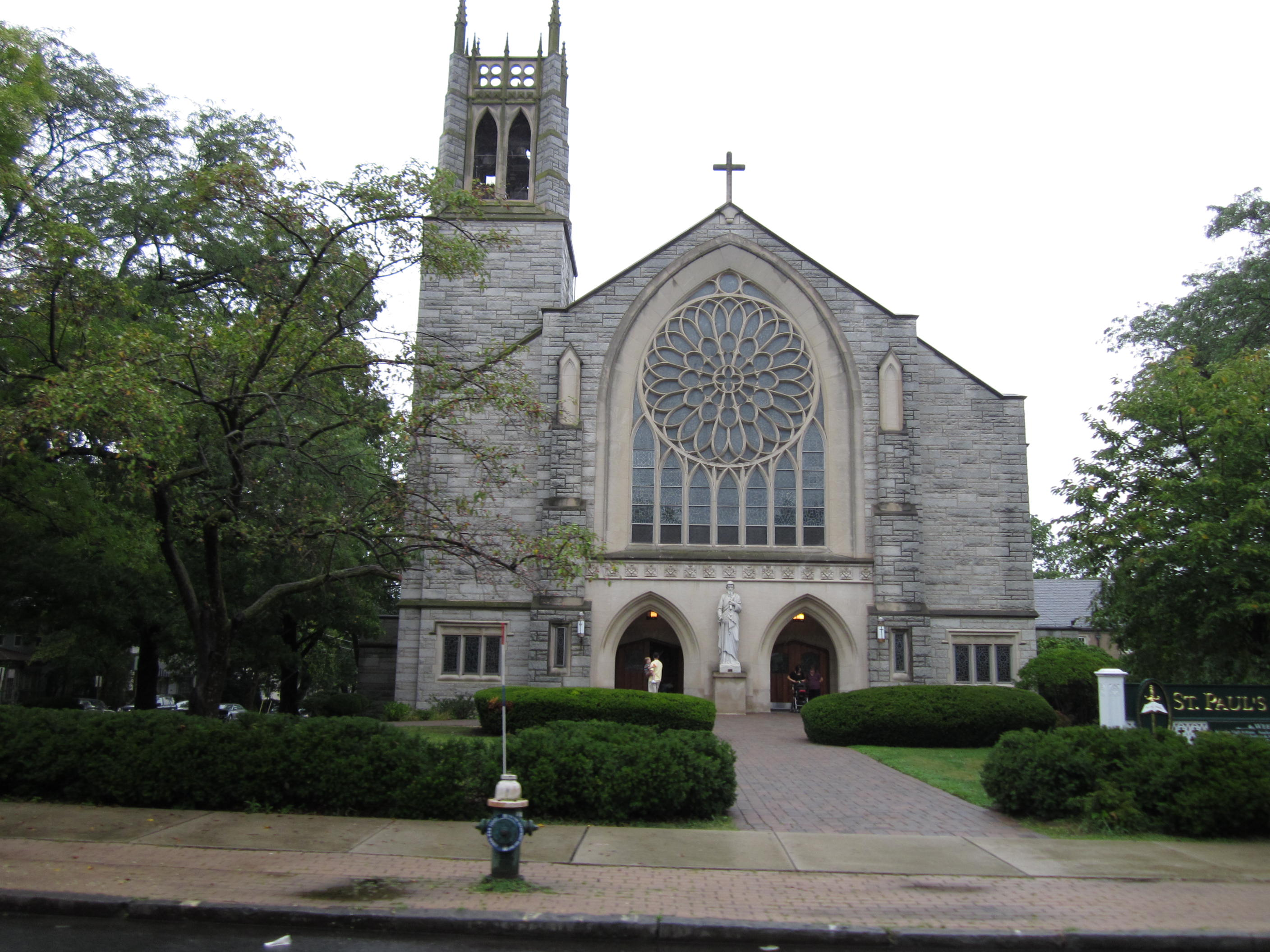
Kostel v Princetonu

- Paul Robeson (1898–1976), vícejazyčný herec, sportovec, zpěvák, spisovatel, aktivista za lidská práva, nositel ocenění Spingarn Medal a Leninovy ceny míru
- Garrett Birkhoff (1911–1996), matematik, syn slavného matematika George Davida Birkhoffa
- David Childs (* 1941), architekt
- John Katzenbach (* 1950), spisovatel
- Mary Chapin Carpenterová (* 1958), country a folk zpěvačka
- Bebe Neuwirthová (* 1958), tanečnice, herečka
- Iris Changová (1968–2004), spisovatelka
- Christopher McQuarrie (* 1968), scenárista, filmový producent a režisér
- Jonathan Tetelman (* 1988), operní pěvec

## Partnerská města
- Colmar, Francie
- Pettoranello del Molise, Itálie